# Dąbrówno (gmina)
Dąbrówno est une gmina rurale du powiat de Ostróda, Varmie-Mazurie, dans le nord de la Pologne. Son siège est le village de Dąbrówno, qui se situe environ 30 km au sud d'Ostróda et 50 km au sud-ouest de la capitale régionale Olsztyn.
La gmina couvre une superficie de 165,37 km2 pour une population de 4 369 habitants.

## Géographie
La gmina inclut les villages de Bartki, Dąbrowa, Dąbrówno, Elgnowo, Fiugajki, Gardyny, Jabłonowo, Jagodziny, Jakubowo, Kalbornia, Leszcz, Lewałd Wielki, Łogdowo, Marwałd, Odmy, Okrągłe, Osiekowo, Ostrowite, Pląchawy, Samin, Saminek, Stare Miasto, Tułodziad, Wądzyn et Wierzbica.
La gmina borde les gminy de Działdowo, Grunwald, Kozłowo, Lubawa, Ostróda et Rybno.